# (200101) 1995 MJ7
(200101) 1995 MJ7 es un asteroide perteneciente al cinturón de asteroides, descubierto el 25 de junio de 1995 por el equipo del Spacewatch desde el Observatorio Nacional de Kitt Peak, Arizona, Estados Unidos.

## Designación y nombre
Designado provisionalmente como 1995 MJ7.

## Características orbitales
1995 MJ7 está situado a una distancia media del Sol de 3,179 ua, pudiendo alejarse hasta 3,406 ua y acercarse hasta 2,952 ua. Su excentricidad es 0,071 y la inclinación orbital 9,348 grados. Emplea 2071,15 días en completar una órbita alrededor del Sol.

## Características físicas
La magnitud absoluta de 1995 MJ7 es 15,2. Tiene 5 km de diámetro y su albedo se estima en 0,052.